# Логістична регресія
Логістична регресія (англ. logistic regression) або лоґіт-регресія (англ. logit model) — статистичний регресійний метод, що застосовують у випадку, коли залежна змінна є бінарною, тобто може набувати тільки двох значень (0 або 1). При запровадженні порогового значення може знаходити застосування у класифікуванні.

## Приклади
Прикладом може слугувати класифікація електронних листів на «спам» або «не спам». Метод також використовується у медицині, наприклад, для визначення чи є пухлина злоякісною, чи доброякісною.

## Визначення логістичної моделі
Нехай є деяка випадкова величина {\displaystyle Y,\,} що може набувати лише двох значень, які, як правило, позначаються цифрами 0 і 1. Нехай ця величина залежить від деякої множини пояснювальних змінних {\displaystyle x=(1,x_{1},\ldots ,x_{n})^{T}.} Залежність {\displaystyle Y,\,} від {\displaystyle x_{1},\ldots ,x_{n}.} можна визначити ввівши додаткову змінну y*, де {\displaystyle y^{*}=\theta ^{T}x=\theta _{0}+\theta _{1}x_{1}+\ldots +\theta _{n}x_{n}+\varepsilon .} Тоді:
{\displaystyle Y={\begin{cases}0,&y^{*}\leqslant 0\\1,&y^{*}>0\end{cases}}}
При визначенні логістичної моделі стохастичний доданок {\displaystyle \varepsilon } вважається випадковою величиною з логістичним розподілом ймовірностей. Відповідно для певних конкретних значень змінних {\displaystyle x^{*}=x_{1}^{*},\ldots ,x_{n}^{*}} одержується відповідне значення {\displaystyle y^{*}} і ймовірність того, що {\displaystyle Y=1,} така:
{\displaystyle p(Y=1)=p(y^{*}>0)=p(\theta ^{T}x^{*}+\varepsilon >0)=p(\varepsilon >-\theta ^{T}x^{*})=p(\varepsilon \leqslant \theta ^{T}x^{*})=\Lambda (\theta ^{T}x^{*}).}
Передостання рівність випливає з симетричності логістичного розподілу, {\displaystyle \Lambda } позначає логістичну функцію — функцію розподілу логістичного розподілу:
{\displaystyle \Lambda (x)={\frac {e^{x}}{1+e^{x}}}={\frac {1}{1+e^{-x}}}}
Таким чином для конкретного значення {\displaystyle x^{i}} випадкова величина {\displaystyle Y^{i},\,} має розподіл Бернуллі: {\displaystyle Y^{i}\ \sim B(1,\Lambda (\theta ^{T}x^{i})).}
Логіт-модель задовольняє наступній умові:
{\displaystyle \ln {\frac {p(1|X)}{1-p(1|X)}}=\ln {\frac {p(1|X)}{p(0|X)}}=b_{0}+b_{1}x_{1}+...+b_{J}x_{J}}

## Оцінка параметрів
Оцінка параметрів {\displaystyle \theta _{0},\theta _{1},...,\theta _{n}} на основі деякої вибірки {\displaystyle (x^{(1)},Y^{(1)}),...,(x^{(m)},Y^{(m)})}, де {\displaystyle x^{(i)}\in \mathbb {R} ^{n}} — вектор значень незалежних змінних, а {\displaystyle Y^{(i)}\in \{0,1\}} — відповідне їм значення {\displaystyle Y,} як правило здійснюється за допомогою методу максимальної правдоподібності, згідно з яким вибираються параметри {\displaystyle \theta }, що максимізують значення функції правдоподібності на вибірці:
{\displaystyle {\hat {\theta }}={\mbox{argmax}}_{\theta }L(\theta )={\mbox{argmax}}_{\theta }\prod _{i=1}^{m}\Pr\{Y=Y^{(i)}|x=x^{(i)}\}.}
Максимізація функції правдоподібності еквівалентна максимізації її логарифма:
{\displaystyle \log L(\theta )=\sum _{i=1}^{m}\log \Pr\{Y=Y^{(i)}|x=x^{(i)}\}=\sum _{i=1}^{m}Y^{(i)}\log \Lambda (\theta ^{T}x^{(i)})+(1-Y^{(i)})\log(1-\Lambda (\theta ^{T}x^{(i)})).}
Для максимізації цієї функції може бути застосований, наприклад, метод градієнтного спуску, метод Ньютона чи стохастичний градієнтний спуск.

## Примітки

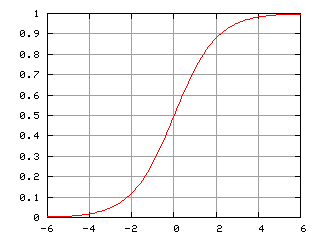
Логістична функція:.